# Adoxophyes
Adoxophyes is een geslacht van vlinders uit de familie van de bladrollers (Tortricidae). De wetenschappelijke naam van het geslacht is voor het eerst geldig gepubliceerd in 1881 door Edward Meyrick.
De typesoort is Adoxophyes heteroidana Meyrick, 1881

## Soorten
- A. ablepta Turner, 1945
- A. acrocindina Diakonoff, 1983
- A. afonini Razowski, 2009
- A. amblychroa Turner, 1945
- A. aniara Diakonoff, 1941
- A. aurantia Clarke, 1976
- A. aurantiana Bradley, 1961
- A. aurata Diakonoff, 1967
- A. balioleuca Clarke, 1976
- A. beijingensis Zhou & Fu, 1997
- A. bematica Meyrick, 1910
- A. centroluta Diakonoff, 1952
- A. congruana (Walker, 1863)
- A. controversa Diakonoff, 1952
- A. croesus Diakonoff, 1975
- A. cyrtosema Meyrick, 1886
- A. chloromydra Meyrick, 1926
- A. dubia Yasuda, 1998
- A. ergatica Meyrick, 1911
- A. fasciata Walsingham, 1900
- A. fasciculana (Walker, 1866)
- A. flagrans Meyrick, 1912
- A. furcatana (Walker, 1863)
- A. heteroidana Meyrick, 1881
- A. honmai Yasuda, 1998
- A. horographa Meyrick, 1928
- A. instillata Meyrick, 1922
- A. lacertana Razowski, 2013
- A. liberatrix (Diakonoff, 1947)
- A. libralis Meyrick, 1927
- A. luctuosa Razowski, 2013
- A. marmarygodes Diakonoff, 1952
- A. meion Razowski, 2013
- A. melia Clarke, 1976
- A. melichroa (Lower, 1899)
- A. microptycha Diakonoff, 1957
- A. moderatana (Walker, 1863)
- A. molybdaina Clarke, 1976
- A. nebrodes Meyrick, 1920
- A. negundana (McDunnough, 1923)
- A. nemorum Diakonoff, 1941
- A. novohebridensis Diakonoff, 1961
- A. olethra Razowski, 2013
- A. orana

Vruchtbladroller Fischer von Röslerstamm, 1834
- A. panurga Razowski, 2013
- A. panxantha (Lower, 1901)

- A. parameca Razowski, 2013
- A. paraorana Byun, 2012
- A. parastropha Meyrick, 1912
- A. perangusta Diakonoff, 1960
- A. peritoma Meyrick, 1918
- A. perstricta Meyrick, 1928
- A. planes Razowski, 2013
- A. poecilogramma Clarke, 1976
- A. privatana (Walker, 1863)
- A. psammocyma Meyrick, 1908
- A. revoluta (Meyrick, 1908)
- A. rhopalodesma Diakonoff, 1961
- A. rufostriatana (Pagenstecher, 1900)
- A. sutschana (Caradja, 1926)
- A. telestica Meyrick, 1930
- A. telesticta Meyrick, 1930
- A. templana (Pagenstecher, 1900)
- A. tetraphracta Meyrick, 1938
- A. thelcteropa Turner, 1945
- A. thoracica Diakonoff, 1941
- A. tripselia (Lower, 1908)
- A. trirhabda Diakonoff, 1969
- A. vindicata Meyrick, 1910